# 각수

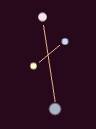
각(角)

각수(角宿)는 동아시아의 별자리인 이십팔수의 하나이다. 동방청룡 7수(宿) 중 첫 번째에 해당된다.
서양 별자리의 처녀자리의 일부에 해당된다.

## 각수에 속한 별자리
각수에 속한 별자리들은 다음과 같다.
| 별자리     | 한자       | 별 개수 | 위치           | 의미             |
| ---------- | ---------- | ------- | -------------- | ---------------- |
| 각         | 角         | 2       | 처녀자리       | 청룡의 뿔        |
| 평도       | 平道       | 2       | 처녀자리       | 천자의 팔달의 길 |
| 천전       | 天田       | 2       | 처녀자리       | 천자의 관할 영역 |
| 진현       | 進賢       | 1       | 처녀자리       | 인재의 추천      |
| 주정       | 周鼎       | 3       | 머리털자리     | 제사용 솥        |
| 천문       | 天門       | 2       | 처녀자리       | 하늘의 문        |
| 평         | 平         | 2       | 바다뱀자리     | 법을 다스림      |
| 고루, 천고 | 庫樓, 天庫 | 10      | 센타우루스자리 | 창고             |
| 주         | 柱         | 3 x5    | 센타우루스자리 | 병사의 진        |
| 형         | 衡         | 4       | 센타우루스자리 | 주(柱)와 동일    |
| 남문       | 南門       | 2       | 센타우루스자리 | 하늘의 바깥문    |

## 참고 문헌
- 여불위(기원전 3세기), 《여씨춘추》 〈권13〉 유시(有始) 조(條)
- 권근 외, 『천상열차분야지도』, 서운관(書雲觀), 1395
- 이문규, 《고대 중국인이 바라본 하늘의 세계》, 문학과 지성사, 2000
- 이순지 저, 김수길.윤상철 역,《천문류초》, 대유학당, 1998
- 박창범, 《하늘에 새긴 우리역사》, 김영사, 2002